# تنگ منگنی
تنگ منگنی (انگلیسی: Tang Mengni؛ زادهٔ ۸ آوریل ۱۹۹۴) ورزشکار ورزش شنا اهل چین است.
وی در مسابقات کشوری و بین‌المللی در مجموع برندهٔ ۳ مدال طلا، ۷ مدال نقره شده‌است.